# 張成吉
張成吉（韓語：장성길，1939年1月13日—2006年7月），北韓軍官，官至朝鮮人民軍中將、820戰車軍團政治委員及人民武力省革命事績館館長。後在2006年7月去世。

## 生平
張成吉出生於平壤，其兄張成禹，弟張成澤。張成禹和張成澤在加入政府後當文官，而張成吉則加入朝鮮人民軍。1981年，他成為第2軍團司令部團長，並晉升為大佐。1985年，他在第5軍團32師當團長。同年，被升為少將。1992年，他被任命為第4軍團司令部團長，並晉升為中將。1996年，他獲委任為駐平壤第105團坦克師長，又成為820戰車軍團政治委員。此外，他還被任命為人民武力省革命事績館館長，但具體時間不明。
2006年7月，張成吉因病去世。2013年12月，張成澤被最高領導人金正恩處決，有消息指張成吉的子孫也受到牽連而在翌年1月被處死。

## 資料來源
1. 1 2 3 4  .   [2014-01-30]. （原始内容存档于2016-03-07）.
2. ↑  "傳張成澤一家三代被金正恩滿門抄斬" 《朝鮮日報》中文版 2014 1 27